# Claviceps sorghi
Claviceps sorghi är en svampart som beskrevs av B.G.P. Kulk., Seshadri & Hegde 1976. Claviceps sorghi ingår i släktet Claviceps och familjen Clavicipitaceae.   Inga underarter finns listade i Catalogue of Life.